# Ampedus rufipennis
Ampedus rufipennis là một loài bọ cánh cứng trong họ Elateridae. Loài này được Stephens miêu tả khoa học năm 1830.

## Hình ảnh

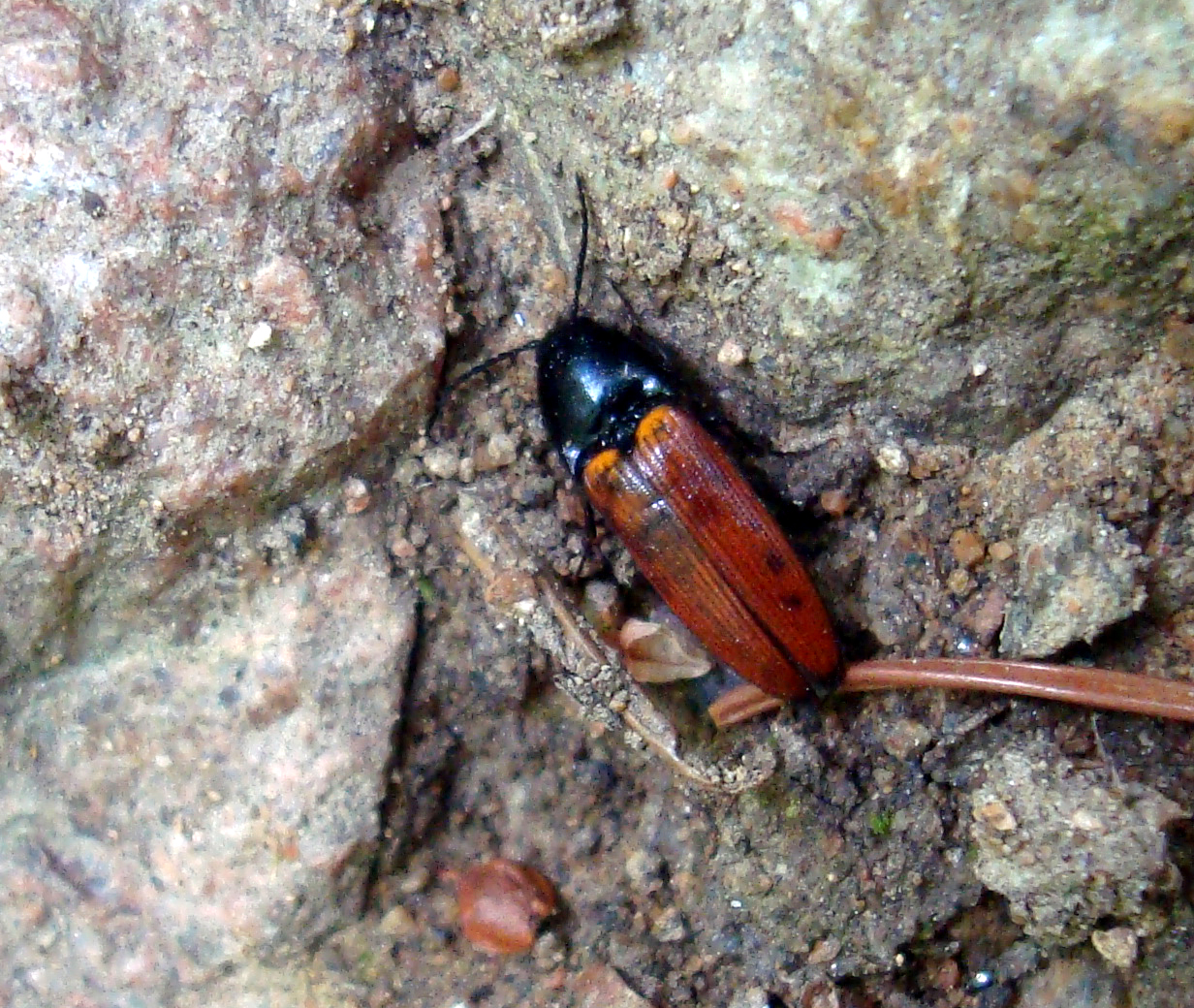
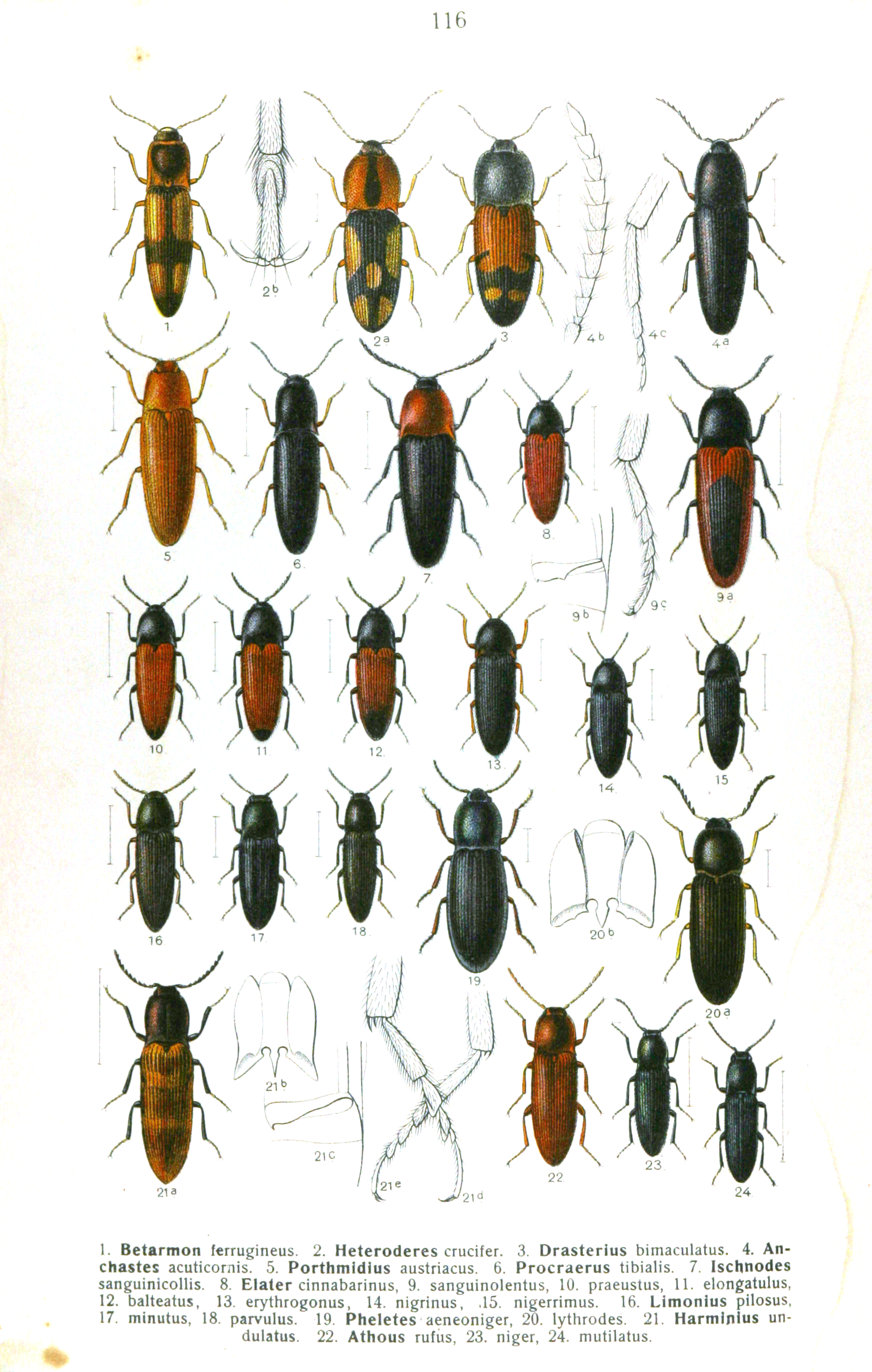